# Czechoslovakian International 1989
Die Czechoslovakian International 1989 im Badminton fand vom 30. September bis zum 1. Oktober 1989 in Hustopeče statt.

## Sieger und Platzierte
| Disziplin    | Gold                             | Silber                           | Bronze                               |
| ------------ | -------------------------------- | -------------------------------- | ------------------------------------ |
| Herreneinzel | Tomasz Mendrek                   | Heinz Fischer                    | Klaus Fischer                        |
| Herreneinzel | Tomasz Mendrek                   | Heinz Fischer                    | Tariq Farooq                         |
| Dameneinzel  | Viktoria Pron                    | Monika Cassens                   | Petra Michalowsky                    |
| Dameneinzel  | Viktoria Pron                    | Monika Cassens                   | Tatyana Litvinenko                   |
| Herrendoppel | Harald Koch Heimo Götschl        | Heinz Fischer Klaus Fischer      | Alexej Chumakov Sergej Repka         |
| Herrendoppel | Harald Koch Heimo Götschl        | Heinz Fischer Klaus Fischer      | Janusz Czerwieniec Grzegorz Olchowik |
| Damendoppel  | Tatyana Litvinenko Viktoria Pron | Monika Cassens Petra Michalowsky | Jitka Lacinová Eva Lacinová          |
| Damendoppel  | Tatyana Litvinenko Viktoria Pron | Monika Cassens Petra Michalowsky | Neli Boteva Diana Koleva             |
| Mixed        | Thomas Mundt Petra Michalowsky   | Alexej Chumakov Viktoria Pron    | Tatyana Litvinenko Sergej Repka      |
| Mixed        | Thomas Mundt Petra Michalowsky   | Alexej Chumakov Viktoria Pron    | Holger Wippich Monika Cassens        |